# Blanca Rodríguez
Pour les articles homonymes, voir Rodríguez.
Blanca María Rodríguez de Pérez, née le 1er janvier 1926 à Rubio et morte le 5 août 2020 à Caracas, est une avocate et femme d'État vénézuélienne. Elle était l'épouse du président Carlos Andrés Pérez, Première dame du Venezuela entre 1974 et 1979, puis à nouveau entre 1989 et 1993.

## Vie privée
Elle est décédée le 5 août 2020 d'une insuffisance respiratoire à l'âge de 94 ans.